# Ариничево
Ари́ничево — село в Ленинск-Кузнецком районе Кемеровской области. Входит в состав Краснинского сельского поселения.

## География
Центральная часть населённого пункта расположена на высоте 241 метра над уровнем моря.

## Население
По данным Всероссийской переписи населения 2010 года, в селе Ариничево проживает 765 человек (349 мужчин, 416 женщин).